# UCI Asia Tour 2022
Navigation
Édition précédente Édition suivante
L'UCI Asia Tour 2022 est la 18e édition de l'UCI Asia Tour, l'un des cinq circuits continentaux de cyclisme de l'Union cycliste internationale. Il se déroule du 1er décembre 2021 au 8 octobre 2022 en Asie.

## Équipes
Les équipes qui peuvent participer aux différentes courses dépendent de la catégorie de l'épreuve. Par exemple, les UCI WorldTeams ne peuvent participer qu'aux courses .1 et leur nombre par épreuves est limité.
| Catégorie | Catégorie               | Équipes                                                                                 |
| --------- | ----------------------- | --------------------------------------------------------------------------------------- |
| .1        | 1.1 (Course d'un jour)  | * UCI WorldTeam (max 50 %) * UCI ProTeam * Équipe continentale * Sélection nationale    |
| .1        | 2.1 (Course par étapes) | * UCI WorldTeam (max 50 %) * UCI ProTeam * Équipe continentale * Sélection nationale    |
| .2        | 1.2 (Course d'un jour)  | * UCI ProTeam * Équipe continentale * Sélection nationale * Équipe régionale et de club |
| .2        | 2.2 (Course par étapes) | * UCI ProTeam * Équipe continentale * Sélection nationale * Équipe régionale et de club |

## Calendrier des épreuves

### Décembre 2021
| Date | Course            | Pays      | Classe | Vainqueur             | Équipe             |
| ---- | ----------------- | --------- | ------ | --------------------- | ------------------ |
| 1-6  | Tour de Thaïlande | Thaïlande | 2.1    | Jambaljamts Sainbayar | Terengganu Polygon |

### Janvier
| Date | Course          | Pays                | Classe | Vainqueur  | Équipe         |
| ---- | --------------- | ------------------- | ------ | ---------- | -------------- |
| 28-1 | Tour of Sharjah | Émirats arabes unis | 2.2    | Grega Bole | Shabab Al-Ahli |

### Février
| Date | Course                 | Pays            | Classe | Vainqueur      | Équipe       |
| ---- | ---------------------- | --------------- | ------ | -------------- | ------------ |
| 1-5  | Tour d'Arabie saoudite | Arabie saoudite | 2.1    | Maxim Van Gils | Lotto-Soudal |

### Avril
| Date | Course            | Pays      | Classe | Vainqueur     | Équipe                    |
| ---- | ----------------- | --------- | ------ | ------------- | ------------------------- |
| 1-6  | Tour de Thaïlande | Thaïlande | 2.1    | Alan Banaszek | HRE Mazowsze Serce Polski |

### Mai
| Date  | Course         | Pays  | Classe | Vainqueur    | Équipe    |
| ----- | -------------- | ----- | ------ | ------------ | --------- |
| 19-22 | Tour du Japon  | Japon | 2.2    | Nathan Earle | Team Ukyo |
| 27-29 | Tour de Kumano | Japon | 2.2    | Nathan Earle | Team Ukyo |

### Juillet
| Date | Course              | Pays  | Classe | Vainqueur   | Équipe                               |
| ---- | ------------------- | ----- | ------ | ----------- | ------------------------------------ |
| 27-3 | Tour du lac Qinghai | Chine | 2.2    | Jiankun Liu | Pingtan International Tourism Island |

### Septembre
| Date | Course                    | Pays  | Classe | Vainqueur       | Équipe                              |
| ---- | ------------------------- | ----- | ------ | --------------- | ----------------------------------- |
| 9-11 | Tour de Hokkaido          | Japon | 2.2    | Yusuke Kadota   | EF Education-NIPPO Development Team |
| 29-3 | Tour d'Iran - Azerbaïdjan | Iran  | 2.1    | Gianni Marchand | Tarteletto-Isorex                   |

### Octobre
| Date | Course             | Pays   | Classe | Vainqueur       | Équipe    |
| ---- | ------------------ | ------ | ------ | --------------- | --------- |
| 2    | Oita Urban Classic | Japon  | 1.2    | Ryuki Uga       | Team Ukyo |
| 2-6  | Tour de Taïwan     | Taïwan | 2.1    | Benjamin Dyball | Team Ukyo |
| 4-8  | Tour de Syrie      | Syrie  | 2.2    | Hamza Amari     | Algérie   |

## Classements
- Note: classements définitifs au 18 octobre[3],[4]

### Classement individuel
Il est composé de tous les coureurs du continent qui ont marqué des points au classement mondial UCI 2022. Ils peuvent appartenir à la fois à des équipes amateurs, à des équipes professionnelles, y compris les UCI WorldTeams.
| #  | Coureur                 | Équipe                                  | Pts.   |
| -- | ----------------------- | --------------------------------------- | ------ |
| 1  | Alexey Lutsenko         | Astana Qazaqstan Team                   | 490    |
| 2  | Jambaljamts Sainbayar   | Terengganu PolygonCycling Team          | 458.75 |
| 3  | Igor Chzhan             | Almaty Cycling Team                     | 385.5  |
| 4  | Yevgeniy Fedorov*       | Astana Qazaqstan Team                   | 317.5  |
| 5  | Nariyuki Masuda         | Utsunomiya Blitzen                      | 312    |
| 6  | Andrey Zeits            | Astana Qazaqstan Team                   | 289    |
| 7  | Yevgeniy Gidich         | Astana Qazaqstan Team                   | 192.5  |
| 8  | Gleb Brussenskiy*       | Astana Qazaqstan Team                   | 191    |
| 9  | Bilguunjargal Erdenebat | Ferei Mongolia Development Team         | 173.75 |
| 10 | Yukiya Arashiro         | Bahrain Victorious                      | 165    |
| 11 | Nicolas Vinokourov*     | Astana Qazaqstan Development Team       | 148    |
| 12 | Enkhtaivan Bolor-Erdene |                                         | 143.75 |
| 13 | Yousif Mirza            | UAE Team Emirates                       | 135    |
| 14 | Daniil Marukhin         | Almaty Cycling Team                     | 131    |
| 15 | Sarawut Sirironnachai   | Thailand Continental Cycling Team       | 128    |
| 16 | Yuma Koishi             | Team Ukyo                               | 123    |
| 17 | Yuriy Natarov           | Astana Qazaqstan Team                   | 122.5  |
| 18 | Behzodbek Rakhimbaev*   | Tashkent City Professional Cycling Team | 120.5  |
| 19 | Aiman Cahyadi           | Mula                                    | 119.25 |
| 20 | Amartuvshin Battsengel* | Ferei Mongolia Development Team         | 115    |
| 20 | Ahmed Madan*            | Bahrain Victorious                      | 115    |

* : Coureur de moins de 23 ans

### Classement par équipes
Il est calculé avec la somme des points obtenus par les 10 meilleurs coureurs de chaque équipe (hors WorldTeams) au classement individuel. Le classement inclut uniquement les équipes qui sont enregistrées sur le continent.
| #  | Équipe                                  | Pts.    |
| -- | --------------------------------------- | ------- |
| 1  | Terengganu PolygonCycling Team          | 1380.75 |
| 2  | Team Ukyo                               | 836     |
| 3  | Almaty Cycling Team                     | 683.5   |
| 4  | Tashkent City Professional Cycling Team | 560     |
| 5  | Kinan Cycling Team                      | 495     |
| 6  | Ferei Mongolia Development Team         | 462.5   |
| 7  | Azad University Team                    | 444     |
| 8  | Astana Qazaqstan Development Team       | 426     |
| 9  | Utsunomiya Blitzen                      | 376     |
| 10 | Thailand Continental Cycling Team       | 344     |

| #  | Pays                | Pts.    |
| -- | ------------------- | ------- |
| 1  | Kazakhstan          | 2144.5  |
| 2  | Mongolie            | 1016.25 |
| 3  | Japon               | 974     |
| 4  | Ouzbékistan         | 547     |
| 5  | Thaïlande           | 539     |
| 6  | Iran                | 519     |
| 7  | Indonésie           | 373.5   |
| 8  | Émirats arabes unis | 361     |
| 9  | Malaisie            | 329     |
| 10 | Philippines         | 324     |

| #  | Pays                | Pts.  |
| -- | ------------------- | ----- |
| 1  | Kazakhstan          | 893.5 |
| 2  | Ouzbékistan         | 347.5 |
| 3  | Mongolie            | 213   |
| 4  | Indonésie           | 189   |
| 5  | Hong Kong           | 187   |
| 6  | Philippines         | 183   |
| 7  | Malaisie            | 173   |
| 8  | Émirats arabes unis | 171   |
| 9  | Japon               | 167   |
| 10 | Bahreïn             | 155   |